# Pelochrista latericiana
Pelochrista latericiana es una especie de polilla perteneciente al género Pelochrista, categorizada en la tribu Eucosmini, de la subfamilia Olethreutinae.

## Distribución
Se distribuye por Croacia.

## Taxonomía
Fue descrita por Rebel en 1919 y publicada por primera vez en Verh. zool.-bot. Ges. Wien 69: 126.